# Chlorops rubrivittatus
Chlorops rubrivittatus är en tvåvingeart som beskrevs av Adams 1904. Chlorops rubrivittatus ingår i släktet Chlorops och familjen fritflugor. Inga underarter finns listade i Catalogue of Life.